# Sucesión al trono neerlandés
Las leyes de sucesión al trono de los Países Bajos pueden separarse en tres periodos de la historia: 
- Desde 1814 a 1887 la Corona se pasaba de primogénito varón a primogénito varón; las mujeres solo tenían derechos sucesorios con la extinción de cualquier rama colateral masculina.
- En el período de 1887 a 1983 las mujeres heredaban si no tenían hermanos varones, pero la existencia de un tío o cualquier otro pariente varón no quitaba sus derechos sucesorios.
- Desde 1983 se sigue la primogenitura absoluta, esto es, sin importar el sexo de la persona.

## Línea de sucesión
Actual rey de los Países Bajos: Su Majestad el rey Guillermo Alejandro de los Países Bajos. 
Predecesora: Su Majestad la reina Beatriz de los Países Bajos.
Heredera: Catalina Amalia, princesa de Orange.
- Herederos a través de Juliana de los Países Bajos

- Reina Juliana (1909-2004)
  -  Reina Beatriz (n. 1938)
    -  Rey Guillermo Alejandro (n. 1967)
      - (1) Catalina Amalia, princesa de Orange (n. 2003)
      - (2) Princesa Alexia de los Países Bajos (n. 2005)
      - (3) Princesa Ariane de los Países Bajos (n. 2007)

    - (4) Príncipe Constantino Cristóbal de los Países Bajos  (n. 1969)
      - (5) Condesa Eloísa de Orange-Nassau (n. 2002)
      - (6) Conde Nicolás Casimiro de Orange-Nassau (n. 2004)
      - (7) Condesa Leonor de Orange-Nassau (n. 2006)

  - (8) Princesa Margarita de los Países Bajos (n. 1943)[3]

## Príncipe heredero de los Países Bajos
El príncipe heredero es aquel que se encuentra primero en la línea de sucesión al trono. Por lo general, si el heredero es el hijo del monarca reinante, este posee el título de príncipe de Orange.  
| Período         | Imagen | Príncipe heredero   | Monarca             | Título             | Notas |
| --------------- | ------ | ------------------- | ------------------- | ------------------ | --- |
| 1815 - 1840     |        | Guillermo           | Guillermo I         | Príncipe de Orange | Accede al trono en 1840 como Guillermo II por la abdicación de su padre.                                   |
| 1840 - 1849     |        | Guillermo           | Guillermo II        | Príncipe de Orange | Sube al trono tras la muerte de Guillermo II, como Guillermo III.                                          |
| 1849 - 1879     |        | Guillermo           | Guillermo III       | Príncipe de Orange | Nunca sube al trono porque muere en 1879, antes que su padre.                                              |
| 1879 - 1884     |        | Alejandro           | Guillermo III       | Príncipe de Orange | Muere en 1884, antes que su padre.                                                                         |
| 1884 - 1890     |        | Guillermina         | Guillermo III       |                    | Se convierte en reina en 1890 tras morir su padre, aunque debido a su minoría de edad no asume hasta 1898. |
| 1909 - 1948     |        | Juliana             | Guillermina         |                    | Accede al trono en 1948 con la abdicación de su madre.                                                     |
| 1948 - 1980     |        | Beatriz             | Juliana             |                    | Sube al trono en 1980 con la abdicación de su madre.                                                       |
| 1980 - 2013     |        | Guillermo Alejandro | Beatriz             | Príncipe de Orange | Sube al trono con la abdicación de su madre en 2013.                                                       |
| 2013 - presente |        | Catalina Amalia     | Guillermo Alejandro | Princesa de Orange | Heredera de su padre desde la abdicación de su abuela Beatriz en 2013.                                     |